# Liste der Ausstellungen im Lentos Kunstmuseum Linz
Die Liste der Ausstellungen im Lentos Kunstmuseum Linz verzeichnet die Ausstellungstätigkeit des Museums seit seiner Eröffnung am 18. Mai 2003. Das Museum ging aus der 1953 gegründeten Neuen Galerie der Stadt Linz hervor und beherbergt Werke der modernen und zeitgenössischen Kunst sowie der Avantgarde. Neben den Beständen der eigenen Sammlung werden regelmäßig Ausstellungen mit Leihgaben musealer Kunst des 20. und 21. Jahrhunderts präsentiert. Dabei geht es sowohl in Einzel- als auch in Gruppenausstellungen um die Darstellung der Kunst der Gegenwart. In diesem Rahmen bietet das Lentos Kunstmuseum auch Raum für die jährlichen Präsentationen der Ars Electronica und der Universität für künstlerische und industrielle Gestaltung Linz.

## 2003 bis 2010
| Jahr | Künstler                                                                                             | Ausstellung                              | Dauer | Kuratoren Gestalter | Sonstiges |
| --- | --- | ---------------------------------------- | --- | --- | --------- |
| 2003 | |                                          | | |           |
| | Avantgarde und Tradition.                                                                            | 18. Mai 2003 bis 11. November 2003       | | Sammlungskatalog, 472 Seiten. |           |
| | Höhepunkte der Fotografie. 150 Jahre Fotogeschichte.                                                 | 18. Mai 2003 bis 12. Oktober 2003        | | |           |
| | Meisterwerke der Grafik.                                                                             | 18. Mai 2003 bis 31. August 2003         | | |           |
| Alfred Kubin | Visionen und Skizzen.                                                                                | 11. September 2003 bis 12. Oktober 2003  | | |           |
| | Stiftung Maria und Gerald Fischer-Colbrie.                                                           | 15. Oktober 2003 bis 23. November 2003   | | Katalog mit 60 Abbildungen, Texte von Gerald Fischer-Colbrie und Peter Baum                                                                                               |           |
| | Paris 1945 bis 1965.                                                                                 | 11. Dezember 2003 bis 12. April 2004     | | Katalogbuch, ca. 350 Abbildungen, mit Textbeiträgen Filmreihe zum Thema im City-Kino Linz                                                                                 |           |
| 2004 | |                                          | | |           |
| Karl Schmidt-Rottluff | Expressionismus und Neuerwerbungen, u. a. ein großes Lichtobjekt von Klemens Figlhuber.              | 29. April 2004 bis 27. September 2004    | | Katalog mit 40 Abbildungen und Textbeiträgen von Peter Baum, Elisabeth Nowak-Thaller, Angelika Gillmayr und Christina Hainzl                                              |           |
| Gustav Deutsch und Hanna Schimek | Atlas. Fotosammlung zum Thema Licht.                                                                 | 14. Mai 2004 bis 16. August 2004         | | |           |
| Darren Almond | Live Sentence. Eine Live-VA-Schaltung mit der Linzer Justizanstalt mit dem Museumsraum.              | 14. Mai 2004 bis 27. September 2004      | | |           |
| Ars Electronica Festival | Digital Avant-Garde / Prix Selection                                                                 | 2. September 2004 bis 4. Oktober 2004    | Gerfried Stocker und Benjamin Weil | Vorher ab 21. Mai 2004 in New York City |           |
| Uli Aigner | Keimzelle des Staates. Form und Farbe.                                                               | 15. Oktober 2004 bis 31. Jänner 2005     | | |           |
| | Paula’s Home. Ausschließlich Werke von Künstlerinnen.                                                | 15. Oktober 2004 bis 7. Februar 2005     | Angelika Gillmayr und Elisabeth Nowak-Thaller | |           |
| Monika Oechsler | Parallel States. Theater und Bühnenbild.                                                             | 12. November 2004 bis 28. Februar 2005   | | Werkkatalog Monika Oechsler: Parallel Worlds. mit der Site Gallery in Sheffield                                                                                           |           |
| Doris Prlic / Marlies Stöger / André Tschinder | Lentos. Ein Projekt der Kunstuniversität Linz.                                                       | 1. Oktober 2004 bis 6. September 2005    | | Vier Hörstationen in Form von Telefonzellen rund ums Museum und einem Apparat im Foyer.                                                                                   |           |
| 2005 | |                                          | | |           |
| | Just do it! Die Subversion der Zeichen von Marcel Duchamp bis Prada Meinhof.                         | 26. Februar 2005 bis 19. Juni 2005       | Thomas Edlinger, Raimar Stange, Florian Waldvogel | Culture Jamming |           |
| Paul Kranzler | Land of Milk and Honey. Das Leben seines Nachbarn in einem Linzer Substandard-Zimmer.                | 18. März 2005 bis 22. Mai 2005           | | |           |
| Heinz Cibulka, Elisabeth Czihak / Walter Ebenhofer, Heinz Grosskopf, Leo Kandl, Wolfgang Pavlik. Videoarbeit von Ricarda Denzer.                                    | Aus der Fotosammlung. Lebenswelten.                                                                  | 18. März 2005 bis 22. Mai 2005           | | In Korrespondenz zur Ausstellung von Paul Kranzler |           |
| Massimo Vitali | Fotografien 1995 – 2005.                                                                             | 17. Juni 2005 bis 9. Oktober 2005        | | |           |
| Ars Electronica | Ulf Langheinrich – Waveform B.                                                                       | 1. September 2005 bis 25. September 2005 | | |           |
| | Best off 2005.                                                                                       | 7. Oktober 2005 bis 13. November 2005    | | Auswahl der besten Abschlussarbeiten von Studierenden der Kunstuniversität Linz                                                                                           |           |
| Matt Mullican | Model Architecture.                                                                                  | 21. Oktober 2005 bis 19. Februar 2006    | | Katalog im Hatje Cantz Verlag |           |
| | Still. Ein Winter-Panorama aus der Sammlung des Lentos Kunstmuseum Linz und des Stadtmuseum Nordico. | 17. November 2005 bis 5. Februar 2006    | | |           |
| Jack Hauser | Der Name. Die Hülle. Das Abenteuer.                                                                  | 24. November 2005 bis 23. Dezember 2005  | | |           |
| 2006 | |                                          | | |           |
| Heinrich Heidersberger | Werk im Fokus.                                                                                       | 9. Jänner 2006 bis 30. Juni 2006         | | |           |
| Nomaden im Kunstsalon | Begegnungen mit der Moderne von Bayer bis Sol LeWitt.                                                | 26. Jänner 2006 bis 10. September 2006   | Andrea Bina, Elisabeth Nowak-Thaller | Frühe anatolische Kelims, Sammlung Prammer |           |
| Vanessa Jane Phaff | Spiegelkabinett.                                                                                     | 17. Februar 2006 bis 17. April 2006      | | |           |
| | Edgar Arceneaux und Charles Gaines: Snake River.                                                     | 28. April 2006 bis 13. August 2006       | | |           |
| | Ein gemeinsamer Ort. Skulpturen, Plastiken, Objekte.                                                 | 24. Juni 2006 bis 5. November 2006       | Brigitte Reutner | |           |
| Ars Electronica | John Maeda – Nature.                                                                                 | 1. September 2006 bis 25. September 2006 | | |           |
| Johanna Kandl und Helmut Kandl | Kämpfer, Träumer & Co.                                                                               | 29. September 2006 bis 14. Jänner 2007   | | Katalog |           |
| | Peter Köllerer. 3−4−5.                                                                               | 24. November 2006 bis 18. Februar 2007   | | |           |
| Museen im 21. Jahrhundert | Ideen, Projekte, Bauten.                                                                             | 24. November 2006 bis 18. Februar 2007   | Art Centre Basel: Suzanne Greub und Thierry Greub (Idee und Konzept), Christine Gisi (Realisation)                                                   | In 2 Stunden auf 4 Kontinenten in 27 Museen! |           |
| | Stiftung Herbert Bayer                                                                               | 7. Dezember 2006 bis 9. April 2007       | | |           |
| 2007 | |                                          | | |           |
| Herwig Kempinger | Digital Sky & Flat Space.                                                                            | 27. Jänner 2007 bis 22. April 2007       | | Digital Sky & Flat Space. Ausstellungskatalog, Vorwort von Stella Rollig, Texte von Monika Faber, Brigitte Huck, Hans Hurch und Maren Lübbke.                             |           |
| | Hommage an Adolf Frohner (1934–2007).                                                                | 7. Februar 2009 bis 31. Mai 2007         | | |           |
| Céleste Boursier-Mougenot, Carolina Caycedo & Mitwirkende Olafur Eliasson, Leandro Erlich, Michael Kienzer, Job Koelewijn, Martin Walde                             | Futuresystems. Rare Momente.                                                                         | 17. März 2007 bis 10. Juni 2007          | Maia Damianovic | |           |
| | Helene Funke (1869 – 1957).                                                                          | 4. Mai 2007 bis 11. September 2007       | Elisabeth Nowak-Thaller | Ich bin selbst ein einsamer Steppenwolf. Helene Funke an Hermann Hesse, 1944                                                                                              |           |
| | Black & White.                                                                                       | 7. Juni 2007 bis 26. August 2007         | Brigitte Reutner | Grafikkatalog |           |
| | Große Malerei.                                                                                       | 28. Juni 2007 bis 28. Oktober 2007       | | |           |
| Marko Peljhan | Situational Awareness.                                                                               | 5. September 2007 bis 16. September 2007 | | |           |
| Paul Chan, Imi Knoebel, Peter Fischli und David Weiss, Ryan Gander, Liam Gillick, Dan Graham, Cornelia Parker, Beat Streuli, Valie Export                           | Projektion.                                                                                          | 28. September 2007 bis 13. Jänner 2008   | Susanne Neubauer, Kunstmuseum Luzern | Katalog |           |
| Ursula Mayer | Zeitkristalle / The Crystals of Time.                                                                | 5. Oktober 2007 bis 17. Februar 2008     | | |           |
| Haus-Rucker-Co | Live again.                                                                                          | 16. November 2007 bis 25. März 2008      | | Katalog |           |
| 2008 | |                                          | | |           |
| | Störenfriede. Der Schrecken der Avantgarde von Makart bis Nitsch.                                    | 1. Februar 2008 bis 18. Mai 2008         | | |           |
| Eva & Adele. Rot. | Neue Malerei und Zeichnung.                                                                          | 15. März 2008 bis 1. Juni 2008           | Doppelausstellung: Lentos und Rupertinum in Salzburg                                                                                                 | Katalogbuch ROSA ROT, DuMont Verlag, Texten von Sabine Kampmann und Margit Zuckriegl, einem Interview von Nina Kirsch und einem Vorwort von Stella Rollig und Toni Stooss |           |
| | Lichtspuren. Fotografie aus der Sammlung.                                                            | 18. April 2008 bis 30. November 2008     | | |           |
| Oskar Kokoschka | Ein Vagabund in Linz. Wild, verfemt, gefeiert.                                                       | 31. Mai 2008 bis 5. Oktober 2008         | | |           |
| | Leben im Strafraum.                                                                                  | 13. Juni 2008 bis 17. August 2008        | | Ein Projekt von qujOchÖ für die Euro 08−UEFA Euro |           |
| | Ecology of Techno Mind.                                                                              | 4. September 2008 bis 5. Oktober 2008    | Jurij Krpan | |           |
| Anne Schneider | Nichts ohne den Körper.                                                                              | 24. Oktober 2008 bis 11. Jänner 2009     | | |           |
| Lois Weinberger & Franziska Weinberger | | 24. Oktober 2008 bis 25. Jänner 2009     | | |           |
| 2009 | |                                          | | |           |
| Best of Austria | Eine Kunstsammlung.                                                                                  | 2. Jänner 2009 bis 10. Mai 2009          | | Linz 2009 – Kulturhauptstadt Europas |           |
| Linz Blick | Stadtbilder in der Kunst 1909 – 2009.                                                                | 23. Jänner 2009 bis 19. April 2009       | | Linz Blick. Ausstellungskatalog, Verlag Bibliothek der Provinz |           |
| Michaela Melián | Speicher.                                                                                            | 6. März 2009 bis 2. Juni 2009            | In Kooperation mit dem Ulmer Museum und der Cubitt Gallery in London                                                                                 | Ausstellungskatalog, Textbeiträgen von Jan Verwoert, Brigitte Reinhardt, Stella Rollig und Bart van der Heide, Koenig Books Verlag London                                 |           |
| Herbert Bayer | Ahoi Herbert! Bayer und die Moderne.                                                                 | 8. Mai 2009 bis 2. August 2009           | Elisabeth Nowak-Thaller, Bernhard Widder, Lucas Horvath, Dominika Glogowski, Friedrich Schmidmair                                                    | Ahoi Herbert! Bayer und die Moderne. Ausstellungskatalog, Verlag Bibliothek der Provinz                                                                                   |           |
| | Kreuzungspunkt Linz. Junge Kunst und Meisterwerke.                                                   | 30. Mai 2009 bis 9. August 2009          | | |           |
| | Formuliert. Konvergenzen von Form und Schrift.                                                       | 19. Juni 2009 bis 30. August 2009        | Brigitte Reutner Lentos; Gerhard Brandl und Peter Sommerauer Künstlervereinigung MAERZ                                                               | Lentos Kunstmuseum Linz, die Literatureinrichtung StifterHaus Linz und die oberösterreichische Künstlervereinigung MAERZ                                                  |           |
| | See This Sound. Versprechungen von Bild und Ton.                                                     | 28. August 2009 bis 10. Jänner 2010      | | See This Sound. Versprechungen von Bild und Ton. Ausstellungskatalog, Buchhandlung Walther König                                                                          |           |
| | best of lentos. Eine subjektive Auswahl.                                                             | 12. September 2009 bis 31. Jänner 2010   | Andrea Bina, Angelika Gillmayr, Nina Kirsch, Elisabeth Nowak-Thaller, Brigitte Reutner, Stella Rollig und Andreas Strohammer                         | |           |
| 2010 | |                                          | | |           |
| Asta Gröting | Skulptur und Video.                                                                                  | 26. Februar 2010 bis 9. Mai 2010         | Stella Rollig | Katalog mit Texten von Stella Rollig und Marius Babias, Buchhandlung Walther König                                                                                        |           |
| Hannes Langeder | Ferdinand GT3 RS.                                                                                    | 17. Mai 2010 bis 27. Juni 2010           | | |           |
| | Triennale Linz 1.0. Gegenwartskunst in Österreich.                                                   | 3. Juni 2010 bis 26. September 2010      | Stella Rollig, Nina Kirsch und Thomas Edlinger: Parallel in der Landesgalerie Linz, Lentos Kunstmuseum Linz und OK Offenes Kulturhaus Oberösterreich | Triennale Linz 1.0. Gegenwartskunst in Österreich. Ausstellungskatalog, Verlag der modernen Kunst Nürnberg                                                                |           |
| Karin Fisslthaler und Richard Eigner | Expedition Sonar.                                                                                    | 27. August 2010 bis 12. September 2010   | Magnus Hofmüller | |           |
| Uli Aigner, mit Michal Kosakowski | Das neugierige Museum.                                                                               | 17. Oktober 2010 bis 14. November 2010   | | Linz09 |           |
| Valie Export | Zeit und Gegenzeit.                                                                                  | 17. Oktober 2010 bis 30. Jänner 2011     | | Ausstellungen im Belvedere Wien und Lentos Linz: Agnes Husslein-Arco, Angelika Nollert und Stella Rollig (Hrsg.): Ausstellungskatalog                                     |           |
| Siegfried Anzinger, Alfred Klinkan, Erwin Bohatsch, Hubert Schmalix und Alois Mosbacher gegenständlich. Hubert Scheibl, Gunter Damisch und Herbert Brandl abstrakt. | Junge Wilde. Arbeiten auf Papier. Kunst der 1980er Jahre aus der Sammlung.                           | 26. November 2010 bis 9. Jänner 2011     | Brigitte Reutner | |           |
| Siegfried Anzinger | | 26. November 2010 bis 13. März 2011      | Siegfried Anzinger und Elisabeth Nowak-Thaller | |           |

## 2011 bis 2020
| Jahr | Künstler | Ausstellung                              | Dauer                                                                                             | Kuratoren Gestalter | Sonstiges |
| --- | --- | ---------------------------------------- | ------------------------------------------------------------------------------------------------- | --- | --------- |
| 2011 | |                                          |                                                                                                   | |           |
| Mathilde ter Heijne                                                                                       | Any Day Now. | 21. Jänner 2011 bis 27. März 2011        |                                                                                                   | Ausstellung und Künstlerbuch in Kooperation mit der Kunsthalle Nürnberg                                                       |           |
| | Che fare? Arte povera. Die historischen Jahre.                                                                               | 18. Februar 2011 bis 29. Mai 2011        | Friedemann Malsch, Christiane Meyer-Stoll und Valentina Pero                                      | Eine Produktion des Kunstmuseum Liechtenstein                                                                                 |           |
| Gerhard Haderer                                                                                           | | 6. März 2011 bis 25. April 2011          | Achim Frenz Caricatura Museum für Komische Kunst Frankfurt                                        | |           |
| Siegfried A. Fruhauf                                                                                      | Raum Lentos: Expedition Lumière.                                                                                             | 13. April 2011 bis 24. April 2011        | Magnus Hofmüller                                                                                  | Zusammenarbeit mit Crossing Europe Filmfestival Linz                                                                          |           |
| Friedl vom Gröller, Paris +33 621 24 11 37.                                                               | Filme und Fotografien. | 29. April 2011 bis 10. Juli 2011         | Brigitte Reutner                                                                                  | Friedl Kubelka Publikation |           |
| Gilbert & George                                                                                          | Jack Freak Pictures. | 17. Juni 2011 bis 9. Oktober 2011        |                                                                                                   | In Kooperation mit dem British Council                                                                                        |           |
| Ralo Mayer                                                                                                | Obviously a major malfunction / Kago Kago Kago Be…                                                                           | 12. August 2011 bis 23. Oktober 2011     | Ralo Mayer ist Preisträger der Triennale Linz 1.0                                                 | Publikation, Texte von Ursula Maria Probst, Graham Harman und Jon McKenzie, Verlag für moderne Kunst Nürnberg                 |           |
| Markus Schinwald                                                                                          | | 28. Oktober 2011 bis 12. Februar 2012    | Stella Rollig                                                                                     | ? zum Link |           |
| Elfriede Trautner (1925 – 1989)                                                                           | Zeichnungen und Druckgrafiken.                                                                                               | 18. November 2011 bis 29. Jänner 2012    | Brigitte Reutner                                                                                  | Katalog |           |
| 2012 | |                                          |                                                                                                   | |           |
| Ursula Biemann                                                                                            | Mission Reports. | 10. Februar 2012 bis 6. Mai 2012         | Stella Rollig, Magnus Hofmüller                                                                   | |           |
| | Car Culture. Das Auto als Skulptur.                                                                                          | 2. März 2012 bis 4. Juli 2012            | Stella Rollig, Magnus Hofmüller                                                                   | |           |
| Rudi Klein                                                                                                | Nextcomic. | 15. März 2012 bis 25. März 2012          | Andreas Strohhammer                                                                               | |           |
| Gil & Moti                                                                                                | Totally Devoted To You. | 25. Mai 2012 bis 12. August 2012         | Nina Kirsch                                                                                       | Nach Kunsthallen Nikolaj/Kopenhagen, Stavanger Kunstmuseum, Kunstmuseum Bochum und Tensta Konsthall/Stockholm im Lentos.      |           |
| Sean Scully                                                                                               | Retrospektive. | 22. Juli 2012 bis 7. Oktober 2012        | Brigitte Reutner                                                                                  | In Kooperation mit dem Kunstmuseum Bern                                                                                       |           |
| | Der nackte Mann. | 26. Oktober 2012 bis 17. Februar 2013    | Sabine Fellner, Elisabeth Nowak-Thaller, Stella Rollig                                            | |           |
| | Vollmilch. Der Bart als Zeichen.                                                                                             | 26. Oktober 2012 bis 17. Februar 2013    | Thomas Edlinger                                                                                   | |           |
| | Fokus Mensch. Highlights aus der Sammlung.                                                                                   | 26. Oktober 2012 bis 17. Februar 2013    |                                                                                                   | 30 Gemälde der klassischen Moderne zum Thema Menschenbilder                                                                   |           |
| 2013 | |                                          |                                                                                                   | |           |
| Eva & Adele, Maria Bussmann, Anetta Mona Chişa & Lucia Tkáčová, Gerwald Rockenschaub und Nasan Tur, u. a. | 10 Jahre Lentos. Die Sammlungsausstellung zum Jubiläum.                                                                      | 22. März 2013 bis 9. Juni 2013           |                                                                                                   | Aus der Sammlung Gurlitt: Gustav Klimt, Oskar Kokoschka und Lovis Corinth                                                     |           |
| Jason Dodge                                                                                               | | 22. März 2013 bis 9. Juni 2013           | Stella Rollig                                                                                     | |           |
| Heike Baranowsky                                                                                          | Time Traps. | 28. Juni 2013 bis 18. August 2013        | Brigitte Reutner                                                                                  | |           |
| Ólafur Elíasson                                                                                           | | 28. Juni 2013 bis 22. September 2013     | Stella Rollig, Magnus Hofmüller                                                                   | |           |
| HR Giger                                                                                                  | Die Kunst der Biomechanik.                                                                                                   | 5. September 2013 bis 29. September 2013 | Andreas J. Hirsch                                                                                 | Featured Artist Ars Electronica 2013                                                                                          |           |
| | Glam! The Performance of Style. Musik, Mode, Kunst.                                                                          | 19. Oktober 2013 bis 2. Februar 2014     | Darren Pih (Tate Liverpool), Stella Rollig, Magnus Hofmüller                                      | |           |
| Luisa Kasalicky                                                                                           | Intro: desiderio. | 19. Oktober 2013 bis 2. Februar 2014     | Nina Kirsch                                                                                       | |           |
| 2014 | |                                          |                                                                                                   | |           |
| | Slapstick! Die Kunst der Komik.                                                                                              | 28. Februar 2014 bis 25. Mai 2014        |                                                                                                   | Eine Ausstellung des Kunstmuseum Wolfsburg                                                                                    |           |
| | Lenin Eisbrecher. | 28. Februar 2014 bis 25. Mai 2014        | Österreichisches Kulturforum Moskau                                                               | Danach Ausstellung im Austrian Cultural Forum New York                                                                        |           |
| Christian Hutzinger / Hildegard Joos                                                                      | In Ordnung. | 19. Juni 2014 bis 17. August 2014        |                                                                                                   | |           |
| Alois Mosbacher                                                                                           | Möblierung der Wildnis. | 19. Juni 2014 bis 7. September 2014      |                                                                                                   | |           |
| Chieh-Jen Chen                                                                                            | Realm of Reverberations. | 5. September 2014 bis 14. September 2014 | I‑Wei Li, Pierre Bongiovanni                                                                      | Eine Kooperation von Lentos, Ars Electronica und dem Kulturministerium der Republik China (Taiwan)                            |           |
| Oliver Ressler                                                                                            | Die Plünderung. | 3. Oktober 2014 bis 1. Februar 2015      |                                                                                                   | |           |
| | Reines Wasser. Die kostbarste Ressource der Welt.                                                                            | 3. Oktober 2014 bis 15. Februar 2015     |                                                                                                   | |           |
| 2015 | |                                          |                                                                                                   | |           |
| Latifa Echakhch                                                                                           | Neubeginn. | 13. März 2015 bis 31. Mai 2015           |                                                                                                   | |           |
| | Love & Loss. Mode und Vergänglichkeit.                                                                                       | 13. März 2015 bis 7. Juni 2015           | Ursula Guttmann                                                                                   | |           |
| | Neues in der Sammlung. | 16. Juni 2015 bis 27. September 2015     |                                                                                                   | |           |
| Cathy Wilkes                                                                                              | | 3. Juli 2015 bis 4. Oktober 2015         |                                                                                                   | |           |
| Bernhard Fuchs                                                                                            | Waldungen. | 23. Oktober 2015 bis 31. Jänner 2016     | Brigitte Reutner                                                                                  | In Koproduktion mit dem Josef-Albers-Museum in Bottrop                                                                        |           |
| | Rabenmütter. Zwischen Kraft und Krise. Mütterbilder von 1900 bis heute.                                                      | 23. Oktober 2015 bis 21. Februar 2016    | Sabine Fellner, Elisabeth Nowak-Thaller und Stella Rollig; Silvia Merlo                           | |           |
| 2016 | |                                          |                                                                                                   | |           |
| | Ich kenne kein Weekend. Aus René Blocks Archiv und Sammlung.                                                                 | 18. März 2016 bis 5. Juni 2016           | Marius Babias und Stella Rollig                                                                   | Eine Ausstellung des Neuen Berliner Kunstvereins in Kooperation mit der Berlinischen Galerie und dem Lentos Kunstmuseum Linz. |           |
| Anya Titova                                                                                               | A Time Capsule. | 18. März 2016 bis 29. Mai 2016           | Klaudia Kreslehner                                                                                | |           |
| Ingeborg Strobl                                                                                           | | 24. Juni 2016 bis 18. September 2016     | Stella Rollig                                                                                     | |           |
| Julia Tazreiter                                                                                           | | 24. Juni 2016 bis 18. September 2016     | Magnus Hofmüller                                                                                  | |           |
| Beatrice Dreux                                                                                            | | 24. Juni 2016 bis 2. Oktober 2016        | Robert Fleck                                                                                      | |           |
| Nevin Aladağ                                                                                              | | 21. Oktober 2016 bis 5. März 2017        |                                                                                                   | |           |
| 2017 | |                                          |                                                                                                   | |           |
| | Psycho Drawing. Art brut und die ʽ60er und ʽ70er in Österreich.                                                              | 17. März 2017 bis 11. Juni 2017          |                                                                                                   | |           |
| Arnulf Rainer                                                                                             | Neue Arbeiten auf Papier. | 31. März 2017 bis 30. Juli 2017          |                                                                                                   | |           |
| Marko Lulić                                                                                               | Futurology. | 30. Juni 2017 bis 10. September 2017     | Wilfried Kuehn                                                                                    | |           |
| Time’s Up                                                                                                 | Turnton Docklands. | 7. September 2017 bis 22. Oktober 2017   |                                                                                                   | |           |
| | Sterne. Kosmische Kunst von 1900 bis heute.                                                                                  | 29. September 2017 bis 14. Jänner 2018   | Sabine Fellner, Elisabeth Nowak-Thaller; Silvia Merlo                                             | |           |
| Valie Export                                                                                              | Das Archiv als Ort künstlerischer Forschung.                                                                                 | 10. November 2017 bis 28. Jänner 2018    | Sabine Folie                                                                                      | |           |
| 2018 | |                                          |                                                                                                   | |           |
| Ines Doujak                                                                                               | Sale. | 2. Februar 2018 bis 21. Mai 2018         | Hemma Schmutz                                                                                     | |           |
| 1918-Klimt-Moser-Schiele – Gustav Klimt – Koloman Moser – Egon Schiele                                    | Gesammelte Schönheiten. | 16. Februar 2018 bis 27. Mai 2018        | Elisabeth Nowak-Thaller, Brigitte Reutner, Andreas Strohhammer                                    | In Kooperation mit dem Oberösterreichischen Landesmuseum                                                                      |           |
| Katharina Gruzei                                                                                          | Bodies of Work. | 15. Juni 2018 bis 19. August 2018        | Brigitte Reutner                                                                                  | Mit Unterstützung vom Bundeskanzleramt (Österreich) – Abteilung Kunst und Kultur, vom Fotohof Salzburg und von der ÖSWAG Linz |           |
| Nilbar Güreş                                                                                              | Overhead. | 15. Juni 2018 bis 10. September 2018     | Silvia Eiblmayr                                                                                   | |           |
| | Hidden Alliances. Elisabeth Schimana and the IMAfiction Series.                                                              | 6. September 2018 bis 30. September 2018 |                                                                                                   | Ars Electronica Festival 2018 / Featured Artist                                                                               |           |
| | Wer war 1968? Kunst, Architektur, Gesellschaft.                                                                              | 28. September 2018 bis 13. Jänner 2019   | Hedwig Saxenhuber, Georg Schöllhammer                                                             | |           |
| Tatiana Lecomte                                                                                           | Anschluss. | 19. Oktober 2018 bis 6. Jänner 2019      | Brigitte Reutner                                                                                  | |           |
| 2019 | |                                          |                                                                                                   | |           |
| | Fotografie. Aus der Sammlung des Lentos.                                                                                     | 1. Februar 2019 bis 12. Mai 2019         | Rainer Iglar, Michael Mauracher                                                                   | |           |
| Lassnig – Rainer Maria Lassnig – Arnulf Rainer                                                            | Das Frühwerk. | 1. Februar 2019 bis 19. Mai 2019         | Brigitte Reutner; Nicole Six und Paul Petritsch                                                   | |           |
| | Extraordinaire! Unbekannte Werke aus psychiatrischen Einrichtungen in der Schweiz um 1900 – ergänzt um Werke aus Österreich. | 7. Juni 2019 bis 18. August 2019         | Katrin Luchsinger, Brigitte Reutner                                                               | |           |
| Otto Zitko                                                                                                | Retroprospektiv. | 7. Juni 2019 bis 19. September 2019      | Hemma Schmutz                                                                                     | |           |
| Wolfgang Gurlitt                                                                                          | Zauberprinz. Kunsthändler und Sammler.                                                                                       | 4. Oktober 2019 bis 19. Jänner 2020      | Elisabeth Nowak-Thaller                                                                           | |           |
| 2020 | |                                          |                                                                                                   | |           |
| Paweł Althamer                                                                                            | Cosmic Order. | 7. Februar 2020 bis 17. Mai 2020         | Hemma Schmutz, Laura Winkler                                                                      | |           |
| Jakob Lena Knebl                                                                                          | Frau 49 Jahre alt. | 7. Februar 2020 bis 18. Oktober 2020     | Hemma Schmutz                                                                                     | |           |
| Josef Bauer                                                                                               | Demonstration. | 20. Juni 2020 bis 4. Oktober 2020        | Harald Krejci, Brigitte Reutner                                                                   | In Kooperation mit dem Belvedere Wien mit Katalog                                                                             |           |
| | Hommage à Valie Export. | 30. September 2020 bis 28. Februar 2021  | Sabine Folie, Direktorin Valie Export Center Linz                                                 | |           |
| Franz Gertsch                                                                                             | Die Siebziger. | 30. Oktober 2020 bis 18. April 2021      | Angelika Affentranger-Kirchrath für das Museum Franz Gertsch in Burgdorf, Elisabeth Nowak-Thaller | Katalog im Hatje Cantz Verlag, Herausgegeben von Anna Wesele                                                                  |           |
| Luciano Castelli                                                                                          | Reckenbühl. | 30. Oktober 2020 bis 18. April 2021      | Angelika Affentranger-Kirchrath für das Museum Franz Gertsch in Burgdorf, Elisabeth Nowak-Thaller | |           |
| Linda Bilda                                                                                               | Amor vincit omnia. | 8. Dezember 2020 bis 7. März 2021        | Christoph Schäfer, Hemma Schmutz, Ariane Müller (Artfan und Art-Club)                             | Publikation Verlag für moderne Kunst                                                                                          |           |

## Seit 2021
| Jahr | Künstler                                                                                     | Ausstellung                              | Dauer | Kuratoren Gestalter | Sonstiges |
| --- | -------------------------------------------------------------------------------------------- | ---------------------------------------- | --- | --- | --------- |
| 2021 |                                                                                              |                                          | | |           |
| Monica Bonvicini, Keren Cytter, Martin Dammann, Ines Doujak, Riccardo Giacconi, Erez Israeli, Franz Kapfer, Laibach, Annika Larsson, Henrike Naumann, Markus Proschek, Roee Rosen, Dennis Rudolph, Christina Werner | Transformation und Wiederkehr. Radikale Nationalismen im Spiegel der zeitgenössischen Kunst. | 24. März 2021 bis 6. Juni 2021           | Markus Proschek, Hemma Schmutz | Markus Proschek, Hemma Schmutz (Hrsg.): Transformation und Wiederkehr. Radikale Nationalismen im Spiegel der zeitgenössischen Kunst. Ausstellungskatalog, Geleitwort von Karin Schneider, Verlag für moderne Kunst, Wien 2021, ISBN 978-3-903572-17-1.                        |           |
| | Wilde Kindheit. Ideal und Realität von 1900 bis heute.                                       | 12. Mai 2021 bis 5. September 2021       | Sabine Fellner, Elisabeth Nowak-Thaller. Ausstellungsarchitektur von Silvia Merlo                                                                                            | |           |
| Bernd Oppl | Crossing Europe 2021, Lentos Featured Artist.                                                | 2. Juni 2021 bis 29. August 2021         | Magnus Hofmüller | |           |
| Emmy Haesele | Die gezeichnete Welt der Emmy Haesele.                                                       | 25. Juni 2021 bis 3. Oktober 2021        | Brigitte Reutner-Doneus | Hemma Schmutz, Brigitte Reutner-Doneus (Hrsg.): Emmy Haesele. Ausstellungskatalog, Verlag Anton Pustet, Salzburg 2021, ISBN 978-3-7025-1035-0. |           |
| | Female Sensibility. Feministische Avantgarde aus der „Sammlung Verbund“.                     | 24. September 2021 bis 9. Jänner 2022    | Gabriele Schor, Ausstellungsgestaltung von Klemen Breitfuss | Ausstellungskatalog, Prestel Verlag, |           |
| Ida Maly | Zwischen den Stilen.                                                                         | 22. Oktober 2021 bis 27. Februar 2022    | Silke Müller erzählt mit der Bildgeschichte „Ida zeichnet eine Wolke nach“ zu Ida Maly.                                                                                      | Hemma Schmutz, Anna Lehninger (Hrsg.): Ida Maly. 1894–1941. Ausstellungskatalog, Michael Imhof Verlag, Petersberg 2021, ISBN 978-3-7319-1137-1. |           |
| 2022 |                                                                                              |                                          | | |           |
| Friedl Dicker-Brandeis | Bauhaus-Schülerin, Avantgarde-Malerin, Kunstpädagogin.                                       | 28. Jänner 2022 bis 29. Mai 2022         | Brigitte Reutner-Doneus, Ausstellungsgestaltung von Nikolay Ivanov & Georg Schrom                                                                                            | Hemma Schmutz, Brigitte Reutner-Doneus (Hrsg.): Bauhaus-Schülerin, Avantgarde-Malerin, Kunstpädagogin. Ausstellungskatalog, Hirmer Verlag, München 2022, ISBN 978-3-7774-3846-7.                                                                                              |           |
| Inge Dick | Farben des Lichts.                                                                           | 18. März 2022 bis 14. August 2022        | Eine Kooperation mit dem Museum für Konkrete Kunst Ingolstadt und dem Raum Schroth im Wilhelm-Morgner-Haus in Soest.                                                         | Gerda Ridler (Hrsg.): Inge Dick. Ausstellungskatalog, Hirmer Verlag, München 2021, ISBN 978-3-7774-3763-7. |           |
| Dietmar Brehm | Lentos Featured Artist Crossing Europe 2022.                                                 | 28. April 2022 bis 29. Mai 2022          | Dietmar Brehm | Zum 75. Geburtstag des Künstlers |           |
| Iris Andraschek | I love you :-)                                                                               | 16. Juni 2022 bis 11. September 2022     | Hemma Schmutz, Ausstellungsgestaltung von Jakob Neulinger | Hemma Schmutz (Hrsg.): Iris Andraschek. I love you: -) Bildband, Ausstellungskatalog, Verlag für moderne Kunst, Wien 2022, ISBN 978-3-903439-08-5. |           |
| Alevtina Kakhidze, Kateryna Lysovenko, Oleksiy Radynski, Mykola Ridnyi, Anastasiya Yarovenko | Can you see what I see. Emergency Intervention.                                              | 29. Juni 2022 bis 31. August 2022        | | Unterstützt vom Bundesministerium für Kunst, Kultur, öffentlichen Dienst und Sport |           |
| Dora Ytzell Bartilotti, Electrobiota Collective: Gabriela Munguía und Guadalupe Chávez, Thessia Machado, Amor Muñoz, Ana Elena Tejera                                                                               | A Parallel (R)evolution – Digital Art in Latin America.                                      | 7. September 2022 bis 29. September 2022 | CIFO & Ars Electronica Awards | Cisneros Fontanals Art Foundation (CIFO) |           |
| Herbert Bayer & Joella Bayer | Gemeinsam für die Kunst.                                                                     | 30. September 2022 bis 8. Jänner 2023    | Elisabeth Nowak-Thaller, Ausstellungsdesign Nicole Six & Paul Petritsch | Weiters Fotos von Irene Bayer Hecht (1898 – 1991), Bayers erster Ehefrau, sowie Isa Gropius (1897– 1983) aus dem Bauhaus und Mina Loy |           |
| Karl Hauk | Karl Hauk. 1898–1974.                                                                        | 14. Oktober 2022 bis 8. Jänner 2023      | Andreas Strohhammer | Hemma Schmutz, Andreas Strohhammer (Hrsg.): Karl Hauk. 1898–1974. Ausstellungskatalog, Bildband, Texte von Hannes Etzlstorfer, Sarah Jonas, Wolfgang Sachsenhofer, Andreas Strohhammer und Roland Widder, Verlag Bibliothek der Provinz, Weitra 2022, ISBN 978-3-99126-172-8. |           |
| 2023 |                                                                                              |                                          | | |           |
| Jean Egger | Revolutionär der modernen Malerei.                                                           | 27. Jänner 2023 bis 7. Mai 2023          | Brigitte Reutner-Doneus | Kooperation mit dem Museum Moderner Kunst Kärnten |           |
| Anita Witek | Unvorhersehbare Ereignisse.                                                                  | 27. Jänner 2203 bis 16. April 2023       | Hemma Schmutz | |           |
| Valie Export, Katharina Gruzei, Ann Oren, Ulrike Ottinger, Apolonia Sokol | Lentos Featured Artist Crossing Europe 2023.                                                 | 27. April 2023 bis 1. Mai 2023           | | |           |
| Cornelia Gurlitt & Anton Kolig | Reise der Herzen.                                                                            | 5. Mai bis 13. August 2023               | Hubert Portz (Kunsthaus Désirée), Elisabeth Nowak-Thaller (Lentos) | Kunstmuseum Bern, Vilna Gaon Museum of Jewish History in Vilnius und private Leihgeber |           |
| Diverse | Sisters & Brothers. Geschwisterbeziehung in der bildenden Kunst.                             | bis 17. September 2023                   | | |           |
| Anna Meyer | Weltschmelz. Bergwelt zwischen Gletscherschmelze und Massentourismus.                        | 13. Juli 2023 bis 14. September 2023     | Von 2020 bis 2022 Teil der temporären Kunstinstallation „Serpentine. A Touch of Heaven (and Hell)“ entlang der Großglockner-Hochalpenstraße, kuratiert von Michael Zinganel. | Hinter der Glasfassade des Lentos-Gebäudes öffentlich sichtbar. |           |
| Haus-Rucker-Co mit Laurids Ortner, Günter Zamp Kelp, der Maler Klaus Pinter, sowie ab 1971 Manfred Ortner | Atemzonen.                                                                                   | 6. Oktober 2023 bis 25. Februar 2024     | Ankauf des umfangreichen Archivs von Günter Zamp Kelp. | Kooperation mit der Kunstuniversität Linz |           |
| | Fremde. Fotografien über den Zugang zum Anderen.                                             | 6. Oktober 2023 bis 7. Jänner 2024       | | |           |